# 原鼬鬣狗屬
原鼬鬣狗屬是鬣狗科最早期的基幹成員之一，具有近似麝貓的齒列，外觀亦與其相仿，體型則與狐相當，生存於中新世中期的亞洲與非洲，以及中新世中期至末期的歐洲。原鼬鬣狗之名是相對鼬鬣狗屬而取，但原鼬鬣狗的身形更為纖小，同時具有相對更大的眼眶。此外，原鼬鬣狗的四肢構造適合以半蹠行（semi-plantigrade）的方式行走，而不對稱的第二趾骨與可伸縮的爪，可能代表其有攀爬的習性。